# Етруска мечка
Етруската мечка (Ursus etruscus) е изчезнал вид бозайник, представител на семейство Мечкови (Ursidae).

## Разпространение
Видът е бил ендемичен за Европа, Азия и Северна Африка. Живял е в периода от плиоцен до плейстоцен, приблизително преди 5,3 млн. години допреди около 100 хил. години.
Предшественикът на етруската мечка вероятно е Ursus minimus. Този вид от своя страна е предшественик на съвременната кафява мечка и праисторическата пещерна мечка. Ареалът на разпространение на вида се припокрива с този на Великата степ в Евразия. По-късните находки от фосили от Ursus etruscus се откриват в днешните Израел, Хърватия и Тоскана в Италия.
Някои учени предполагат, че дребна вариация на Ursus etruscus в края на плиоцен еволюира в съвременната хималайска мечка.